# 胡比尼哈

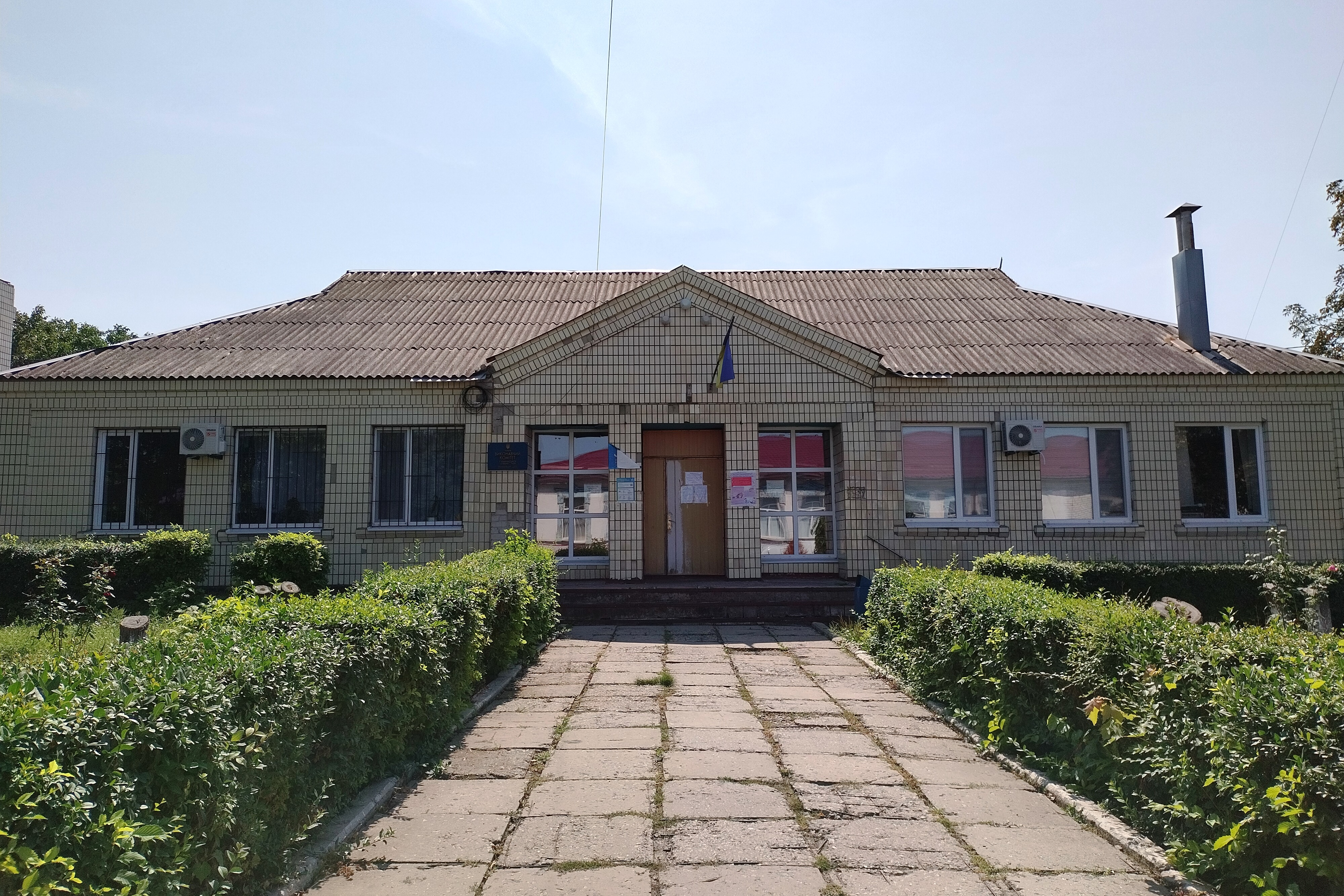
原镇议会

胡比尼哈（羅馬化：Hubynykha）是烏克蘭東部第聶伯羅彼得羅夫斯克州萨马尔区胡比尼哈市镇内的市級鎮及其行政中心。始建於1704年，面積10.71平方公里，2010年人口5,768，人口密度每平方公里550.4人。